# Dirk Jungnickel
Dirk Jungnickel (* 1944 in der Oberlausitz) ist ein deutscher Regisseur, Dokumentarfilmer und Schauspieler.

## Leben
Jungnickel wuchs in der DDR auf. Nach seinem Abitur 1963 in Bautzen machte er eine Facharbeiterausbildung und begann 1966 mit der Schauspielausbildung. Im Mai 1968 erlebte Jungnickel den Prager Frühling mit. Seit 1969 arbeitete Jungnickel als Regieassistent und später Assistenzregisseur im DEFA-Studio für Spielfilme in Potsdam-Babelsberg, wo er an über dreißig Spielfilmen mitwirkte. 1985 flüchtete er aus der DDR und arbeitete seitdem freiberuflich als Regisseur und Autor in West-Berlin. Verschiedene Dokumentarfilme wurden auch in der ARD und der Deutschen Welle veröffentlicht. Schwerpunkt seiner Dokumentationsarbeit sind die Schicksale von Opfern der stalinistisch-kommunistischen Willkür. Viele seiner Produktionen stellte er daher auch in Gedenkstätten wie der Gedenkbibliothek zu Ehren der Opfer des Kommunismus vor. Auch die Konrad-Adenauer-Stiftung und die Sächsische Landeszentrale für politische Bildung unterstützten seine Filmprojekte.
Dirk Jungnickel ist Sprecher der Vereinigung 17. Juni 1953, einem Verein zur Aufarbeitung politischer Verfolgung in der DDR. Er wohnt in Kladow/Berlin.
2011 startete Jungnickel mit weiteren SED-Opfern eine Initiative zur Abberufung der Leiterin der Potsdamer Außenstelle der Stasi-Unterlagenbehörde, Ines Reich.
Jungnickels Tochter Constanze Jungnickel ist Theaterregisseurin.

## Politische Positionen
2005 initiierte Jungnickel mit anderen Publizisten den in der Frankfurter Allgemeine Zeitung veröffentlichten „Appell 8. Mai 1945 – gegen das Vergessen“, der dazu aufforderte, sich im Sinn von Theodor Heuss an diesem Datum daran zu erinnern, dass „wir erlöst und vernichtet in einem gewesen sind“.
Er unterzeichnete 2001 die Petition gegen die Entlassung des rechtskonservativen Publizisten Götz Kubitschek aus der Bundeswehr.
Jungnickel ist Mitglied in der Evangelischen Bruderschaft St. Georgs-Orden.

## Filmographie

### Regisseur und Dokumentarfilmer
- 1989: Löwenzahn (Regisseur, Fernsehserie, 1 Folge)
- 2002: Wir waren schon halbe Russen
- … und die übrigen werden erschossen …
- Zeitzeugen (5-teilige Doku-Reihe)

### Regieassistenz
- 1972: Tecumseh
- 1973: Apachen
- 1973: Das unsichtbare Visier (Fernsehserie, 3 Folgen der 1. Episode)
- 1975: Blutsbrüder
- 1975: Kit & Co
- 1975: Das unsichtbare Visier (Fernsehserie, 2 Folgen der 3. Episode)
- 1976: Philipp, der Kleine
- 1976: Nelken in Aspik
- 1977: Ein irrer Duft von frischem Heu
- 1977: El Cantor (Fernsehfilm)
- 1978: Einer muß die Leiche sein
- 1978: Severino
- 1980: Der Spiegel des großen Magus
- 1980: Alle meine Mädchen
- 1982: Der lange Ritt zur Schule
- 1982: Der Mann von der Cap Arcona (Fernsehfilm)
- 1982: Das große Abenteuer des Kaspar Schmeck (dreiteilige Fernsehserie)
- 1983: Moritz in der Litfaßsäule
- 1985: Sachsens Glanz und Preußens Gloria (Fernsehfilm, 4 Teile)
- 1986: Der Junge mit dem großen schwarzen Hund

### Schauspieler
- 1967: Ich war neunzehn
- 1970: Meine Stunde Null
- 1970: Unterwegs zu Lenin
- 1972: Tecumseh
- 1973: Apachen
- 1973: Die sieben Affären der Doña Juanita (vierteiliger Fernsehfilm)
- 1973: Das unsichtbare Visier (Fernsehserie, 3 Folgen der 1. Episode)
- 1975: Kit & Co
- 1975: Das unsichtbare Visier (Fernsehserie, 2 Folgen der 3. Episode)
- 1976: Nelken in Aspik
- 1980: Alle meine Mädchen
- 1983: Moritz in der Litfaßsäule